# Eunice websteri
Eunice websteri är en ringmaskart som beskrevs av Fauchald 1969. Eunice websteri ingår i släktet Eunice och familjen Eunicidae. Inga underarter finns listade i Catalogue of Life.